# Головатинский, Михаил Яковлевич
Михаи́л Я́ковлевич Голова́тинский (21 ноября 1896 — 1973) — советский художник кино, график, иллюстратор.

## Биография
До 1940 года работал в Украинской ССР, входил в «Объединение современных мастеров Украины» (ОСМУ), иллюстрировал книги и журналы. Его иллюстрации к детским изданиям Н. Забилы и В. Полищука «сделали их по-настоящему удачными».
В годы войны работал художником на Центральной Объединённой киностудии в Алма-Ате. По окончании войны — художник комбинированных съёмок на «Ленфильме».
Член Союза художников СССР.
Скончался в 1973 году. Похоронен на Южном кладбище.

## Фильмография
- 1943 — Жди меня
- 1943 — Она защищает Родину
- 1944 — Черевички
- 1945 — Небесный тихоход (совместно с М. Гольденцвейгом)[7]
- 1946 — Остров Безымянный
- 1947 — За тех, кто в море
- 1949 — Александр Попов
- 1953 — Званый ужин
- 1954 — Большая семья
- 1954 — Укротительница тигров
- 1955 — Два капитана
- 1959 — Не имей 100 рублей…

## Избранная графика

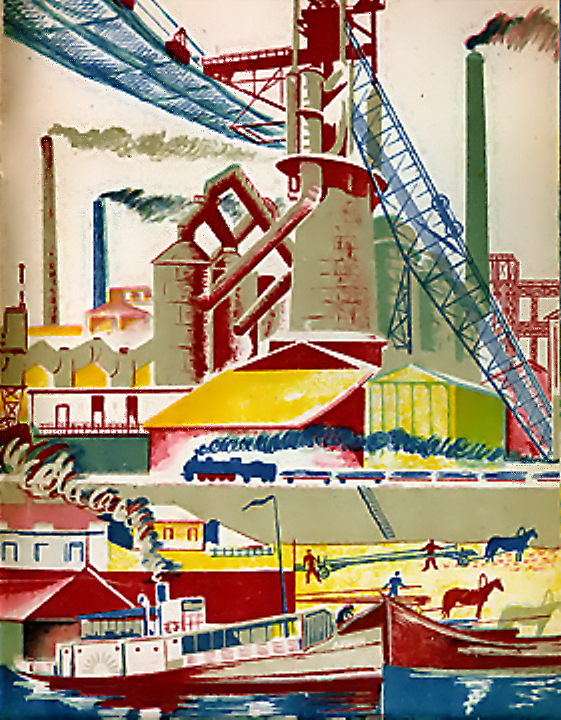
Иллюстрация из книги О. Семененко «Днепр» (1932)

- «Окраина». Бумага, литография. 22х27 см, лист: 32х44 см, 1939[8];
- «Пейзаж с деревом». Бумага, цветная литография. 32х25,5 см[9].

## Книжная графика
- Полищук В. Л. Что их спасло. — Киев, 1933.
- Забила Н. Л. Лесная считалка. — Одесса: Детиздат, 1934. — 16 с.
- Сад (укр.). — литографированное издание. — Одесса: Дитвидав ЦК ЛКСМУ, 1935. — 30 000 экз.
- Андерсен Г.-Х. Сказочки. — Одесса, 1937.
- Левина Х. М. Сказка о полевом гусе, жаворонке и суслике. — Одесса: Детское издательство при ЦК ЛКСМ Украины, 1937. — 20 с.

## Награды
- медаль «За трудовое отличие» (6 марта 1950) — за выдающиеся заслуги в развитии советской кинематографии, в связи с 30-летием[4][10].